# Adoretus langsonicus
Adoretus langsonicus är en skalbaggsart som beskrevs av Renaud Maurice Adrien Paulian 1959. Adoretus langsonicus ingår i släktet Adoretus och familjen Rutelidae. Inga underarter finns listade i Catalogue of Life.